# Jesús-Mario Lozano

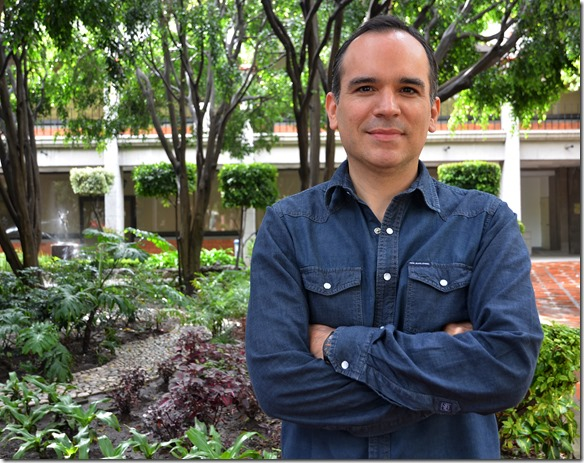

Jesús-Mario Lozano (n. Monterrey, Nuevo León; 1971) es un guionista y director de cine mexicano de largometrajes tales como “Así”, “Más allá de mí”, “Ventanas al mar” y “La sangre bárbara” los cuales se han estrenado en importantes festivales cinematográficos tales como la Mostra de Venecia, el Festival de Cine de Shanghái, el BFI de Londres o los Festivales de Cine de Morelia y Guadalajara en México por mencionar solo algunos. 
Por lo general, sus películas cuestionan el medio cinematográfico en términos de montaje, narrativa, estructura o discurso por lo que son proyectos que invitan al espectador a pensar en la conformación cinematográfica en sí misma donde la “historia” de cada película es en ocasiones solo un pretexto para acercarnos a una experiencia, un pensamiento o una idea reflejada a través de ellas.
Jesús Mario Lozano obtuvo el grado de Doctor en Filosofía en la Escuela Europea de Graduados y cuenta con una Maestría en Artes de la Royal Central School of Speech and Drama de Londres. Su formación artística inició en la Escuela de Teatro de la Facultad de Filosofía y Letras de la Universidad Autónoma de Nuevo León.  
En 2011 publicó el libro "Aesthethicon: Theatrical acts at the limits of philosophy".

## Trayectoria
Entre los años 1993 y 2000 en la ciudad de Monterrey, México, Jesús Mario Lozano, escribió y dirigió una serie de puestas en escena entre las que se encuentran “Agonistas”, “El banquete”, “El resto es silencio”, “Ensueño” y “Salomón” entre otras. A su vez, en ese tiempo dirigió una adaptación teatral de “Paradiso” de Lezama Lima. 
Al inicio de su carrera cinematográfica, en 1999, recibió el primer lugar nacional en categoría documental del Festival de Video y Artes Electrónicas del CONACULTA con el mediometraje “El banquete: Una procesión”. Ese mismo año obtuvo con el cortometraje “Elogio del triángulo”, una mención honorífica en el V Festival de Video Erótico llevado a cabo en la Cineteca Nacional. En 2002 dirigió el cineminuto “Blancas mariposas” con la asesoría de Juan Carlos Rulfo, el cual formó parte del largometraje “Acción en movimiento” cuya exhibición en salas comerciales se llevó a cabo en el 2005. En 2004 realizó el cineminuto “A la salida”, el cual fue estrenado en la selección oficial del Festival Expresión en Corto de Guanajuato en 2005. 
Su primer largometraje, titulado Así, fue estrenado en la 62.ª edición de la Mostra de Venezia en la Sección de la Semana Internacional de la Crítica, con un excelente recibimiento de la crítica internacional y posteriormente fue presentado en distintos festivales nacionales e internacionales tales como el de Londres, Gothenburg y Morelia entre otros. Se estrenó comercialmente en México y Latinoamérica en 2006.
Su siguiente trabajo, Más allá de mí, se estrenó en el 2008 en la selección oficial del "Festival Internacional de Cine en Guadalajara" y su tercer largometraje, Ventanas al mar, se estrenó en la misma selección del Festival de Cine en Guadalajara del 2012, así como en el Festival Internacional de Shanghái en China, el Festival Global de Santo Domingo y el Latino de Chicago entre otros. 
Su cuarto largometraje, fue el documental "La sangre bárbara" estrenado en 2014, el cual obtuvo distintos premios entre los que destacan la Presea Rogelio A. González, el de la revista Cine Premiere al cine de Nuevo León, Mejor película Nuevo León del FIC Monterrey y las menciones honoríficas del jurado en el Festival Iberoamericano de la Memoria y el FICVI 2015. A su vez, se ha presentado en distinguidos festivales de documental tales como el Festival de Baikal en Rusia, el de Wallmapu de Chile y el de Parnü en Estonia, entre otros.

## Información general de sus películas
Así (2005)
A través de un juego experimental en donde la (mayoría) de las escenas tiene una duración exacta de 32 segundos (basada en el supuesto tiempo en el que un humano puede concentrarse en una imagen) la película presenta un rito de iniciación de Iván (actuado por Roberto García Suárez), un joven de 18 años que se enfrenta al descubrimiento de su sexualidad así como de lo que desea hacer en la vida. Las escenas suceden a las 11.32 de una serie de noches y observamos a través de cada escena (de 32 segundos) lo que el protagonista y sus amigos hacen en su pequeño departamento en ese lapso de tiempo. A través de este aproximación estilística la película intenta establecer una relación directa con el espectador haciéndolo experimentar lo que vive el protagonista además de cuestionar nuestra relación con la temporalidad y el paso del tiempo.
“Así” fue su primer largometraje como director y guionista y se estrenó en la Mostra de Venecia de 2005 dentro de la sección “Semana de la crítica” en la que se incluyeron una decena de óperas primas de todo el mundo. La película fue posteriormente presentada en distintos festivales nacionales e internacionales tales como el British Film Institute de Londres así como los festivales de Göteborg y Morelia entre muchos otros. Durante el 2006 se exhibió por medio año en salas cinematográficas de México y se ha presentado comercialmente en una veintena de países
Más allá de mí (2008)
Esta película es un experimento narrativo que deconstruye la típica estructura aristotélica al desaparecer ciertos fragmentos de la línea dramática convencional sin explicación alguna causando incertidumbre en el espectador al concentrarse y valorar más que la historia, momentos azarosos en los que conviven sus personajes en la vida cotidiana y de los cuales el espectador debe deducir las causas y consecuencias de los mismos. En un contexto en el cual hay indicios de una caída del orden patriarcal (como con el abrupto asesinato del presidente que los personajes descubren por televisión), la película presenta el caos subjetivo de un grupo de jóvenes que busca como evadirse de la incipiente desordenada violencia de su entorno (que en ese tiempo iniciaba en esa zona del país) concentrándose en sus problemáticas amorosas- sexuales e intentando, sin lograrlo, encerrarse en su pequeño universo narcisista.
Su segundo largometraje como director y guionista, “Más allá de mí”, estelarizado por Humberto Busto, Luis Gerardo Méndez, Flor Payán, Fernando Noriega y Cecilia Hernández fue estrenado en 2008 en el Festival Internacional de Cine en Guadalajara. Según se reportó durante el estreno de la película en el Teatro Diana del Festival de Guadalajara surgió una fuerte controversia entre el público y el director de la película al grado de que éste tuvo ser escoltado por guardias para salir del recinto y protegerlo de las agresiones de una parte del público principalmente porque al inicio de la película se presenta una escena de sexo gay sobre la bandera de México y supuestamente también por la escena del casual asesinato del presidente de la república (en el poder en ese tiempo) que ocurre durante el transcurso del filme como una subtrama más. 
Ventanas al mar (2012)
Llama la atención por qué en distintas ocasiones el director ha señalado que esta es una película sobre “fantasmas” cuando en realidad es la historia de dos parejas, una de dos jóvenes mexicanos enamorados y la otra de jubilados españoles que se encuentran en un hotel de la isla de Cozumel. Quizá se podría entender dicha aseveración sobre el tema de los película si se hace una interpretación psicoanalítica de los personajes y los “fantasmas” de su pasado que los persiguen y que cada uno de los personajes reproducen en los demás. Un ejemplo de esto sería cómo el joven protagonista encarnado por Raúl Méndez carga con el fantasma de su abuelo que será irracionalmente colocado por el joven personaje en el español jubilado ,actuado por Fernando Guillén, que conoce en la playa, mientras éste a su vez le atribuye las características de su hijo. La película entonces es un experimento en torno a la construcción de la subjetividades, de las relaciones amorosas (o transferencias al estilo del psicoanálisis) y de la construcción de la identidad a partir del encuentro con el “otro” en momentos cruciales de la vida.
El tercer largometraje de Lozano titulado “Ventanas al mar” protagonizado por Raúl Méndez, Natalia Córdova, Fernando Guillén y Charo López se estrenó en la selección oficial del Festival de Cine en Guadalajara del 2012, así como en el FIC Monterrey, el Festival Global de Santo Domingo, el Festival Latino de Chicago y el Festival Internacional de Shanghái entre otros. En diciembre del 2013, inició su exhibición en salas comerciales de México y se ha presentado en una decena de países. 
La sangre bárbara (2014)
Con este irónico título, la película documental presenta una serie de retratos de distintos personajes de una comunidad indígena Nahua de Puebla, México. El estilo narrativo consiste en que los protagonistas nunca hablan directamente a la cámara o entre ellos, sino solamente escuchamos sus voces mientras cada uno de ellos llevan a cabo sus actividades cotidianas conformando a través de todas las voces e imágenes un mosaico diverso que nos hace vislumbrar su cultura y valorar su rica cosmogonía. Esta estrategia ayuda a concentrarnos en sus historias a veces habladas en Nahua y en otras ocasiones en castellano, mientras intentamos imaginar lo que nos narran en contraposición con los que vemos como si la oralidad de sus tradiciones imperara encima de lo visual de la película misma. 
Este cuarto largometraje estrenado en 2014, obtuvo distintos premios en el Festival de Cine de Monterrey y las menciones honoríficas del jurado en el Festival Iberoamericano de la Memoria y el FICVI 2015 donde también se exhibió. A su vez, se ha presentado en distinguidos festivales de documental tales como el Festival de Baikal en Rusia, el de Wallmapu de Chile y el de Parnü en Estonia, entre otros. Durante 2015, el documental se estrenó comercialmente en salas cinematográficas de doce ciudades de México.

## Filmografía
| Título                     | Año   | Nota                    | Roll                               |
| -------------------------- | ----- | ----------------------- | ---------------------------------- |
| El Banquete: Una procesión | 1999  | Mediometraje            | Director Escritor Productor        |
| Blancas mariposas          | 2004  | Corto                   | Director Escritor Productor        |
| 8 minutos                  | 2004  | Corto                   | Director Escritor                  |
| A la salida                | 2004  | Corto                   | Director Escritor Productor        |
| Así                        | 2005  |                         | Director Escritor Productor        |
| Más allá de mí             | 2008  |                         | Director Escritor                  |
| Ventanas al mar            | 20012 |                         | Director Escritor                  |
| La sangre bárbara          | 2014  | Largometraje documental | Director Escritor Productor Editor |
| Manchas lunares            | 1992  | Corto                   | Actor                              |

## Premios
| Año  | Premio                                                                                            | Categoría  | Película                   | Roll     |
| ---- | ------------------------------------------------------------------------------------------------- | ---------- | -------------------------- | -------- |
| 1999 | Festival de Video y Artes Electrónicas del Consejo Nacional para la Cultura y las Artes de México | Documental | En banquete. Una procesión | Director |